# Pulsatilla knappii
Pulsatilla knappii är en ranunkelväxtart som beskrevs av Palez.. Pulsatilla knappii ingår i släktet pulsatillor, och familjen ranunkelväxter. Inga underarter finns listade i Catalogue of Life.